# 南哨河
南哨河，是中国长江流域的一条河流，汇入沅江上游清水江，属于沅江水系。河长89千米，流域面积1264平方千米，多年平均流量35立方米每秒。自然落差967米。水能理论蕴藏量4万千瓦。